# توماس بیز
توماس بیز (به انگلیسی: Thomas Bayes) (زاده ۱۷۰۲ - درگذشته ۱۷ آوریل ۱۷۶۱) ریاضی‌دان انگلیسی است که به دلیل فرمول‌بندی حالت خاصی از قضیه بیز، معروف گشته‌است. البته قضیه بیز پس از مرگ وی ارائه شد.

## زندگی‌نامه
وی فرزند جیوشا بیز بود و احتمالاً در هرتفوردشایر به دنیا آمده‌است. در سال ۱۷۱۹ وارد دانشگاه ادینبرو شد که در رشته منطق و الهیات تحصیل کند. در بازگشت به سال ۱۷۲۲ در کنار پدر خود در کلیسای کوچکی بود تا در حدود ۱۷۳۴ به تانبریج ولز در کنت (انگلستان) رفت.
وی در سال ۱۷۶۳ مقاله جالبی ارائه نمود که تا مدت‌ها مورد توجه نبود؛ در حالی که امروزه آمار بیز به عنوان رشته‌ای از علم آمار از لحاظ فلسفی و تعبیر احتمال به طریق شخصی بسیار پراهمیت است.